# 尼泊爾經濟
尼泊爾經濟對農業及僑胞的匯款有很大程度上的依賴。直到20世紀中葉，尼泊爾仍然處於孤立及未被工業化的社會狀態，學校、醫院、道路、電信、電力、工業或民用服務一應俱無。1950年代開始有顯著的變化，一連串的五年計劃相繼展開，至2022年已經落實了第九個五年計劃。
國內65%的勞動人口從事農業，佔GDP的31.7%。主要農作物包括：水果和蔬菜（蘋果、梨子、番茄、各種沙拉蔬菜、桃子、油桃、馬鈴薯）以及大米和小麥。GDP的9.1%來自海外僑胞（包括前往中東各國打工）的匯款。旅遊業和水力發電是比較新興的經濟活動，為該國帶來非常可觀的收入。

## 外部連結
- Global Economic Prospects: Growth Prospects for South Asia Archive.today的存檔，存档日期2012-12-05 The World Bank, 13 December 2006
- World Bank Summary Trade Statistics Nepal （页面存档备份，存于）
- Nepal Budget Summary &  formulation process （页面存档备份，存于）